# Натан Твейддл
Натан Твейддл  (англ. Nathan Twaddle; нар. 21 серпня 1976, Гамільтон, Ваїкато, Нова Зеландія) — новозеландський веслувальник, олімпійський медаліст.

## Виступи на Олімпіадах
| Олімпіада  | Дисципліна                      | Місце |
| ---------- | ------------------------------- | ----- |
| Афіни 2004 | двійка розстібна без стернового | 4     |
| Пекін 2008 | двійка розстібна без стернового | 3     |